# Tring Rural
Tring Rural est une paroisse civile du Hertfordshire, en Angleterre.